# Capdenac-Gare
 Capdenac-Gare  (en occitano Capdenac) es una población y comuna francesa, situada en la región de Mediodía-Pirineos, departamento de Aveyron, en el distrito de Villefranche-de-Rouergue y cantón de Capdenac-Gare.

## Demografía
| 5520 | 5937 | 5840 | 5365 | 4818 | 4587 | 4673 | 4516 | 4542 |
| Para los censos de 1962 a 1999 la población legal corresponde a la población sin duplicidades (Fuente: INSEE [Consultar]) |      |      |      |      |      |      |      |      |